# Деандре Джордан
Хайланд Деандре Джордан, младши (на английски: Hyland DeAndre Jordan Jr.) е американски баскетболист.

## Биография
Хайланд Деандре Джордан, младши, е роден на 21 юни 1988 г. в Хюстън, щат Тексас, САЩ. Баскетболист, който играе като център за Лос Анджелис Клипърс. Той играе една година в университетския отбор на Texas A & M University. Избран в 2008 г. във втория кръг, номер 35 от Клипърс. Ha 11 декември 2011 приема предложението за договор за 4 години c Голдън Стейт Уориърс за $ 43 милиона, но ден по-късно от Клипърс решават да изравнят тази оферта, като Джордан остава в екипа от южна Калифорния. 

### Постижения в NCAA
- Приет в екипа на Big 12 All-Rookie (2008) [2]

### Постижения в НБА
- 2-o място в НБА – борби (2014 – 2015 г.) [3]
- Лидери по ефективност (2013 – 2015 г.) [4]
- Приет в All-NBA Трети Tим (2015) [5]